# Ribazo

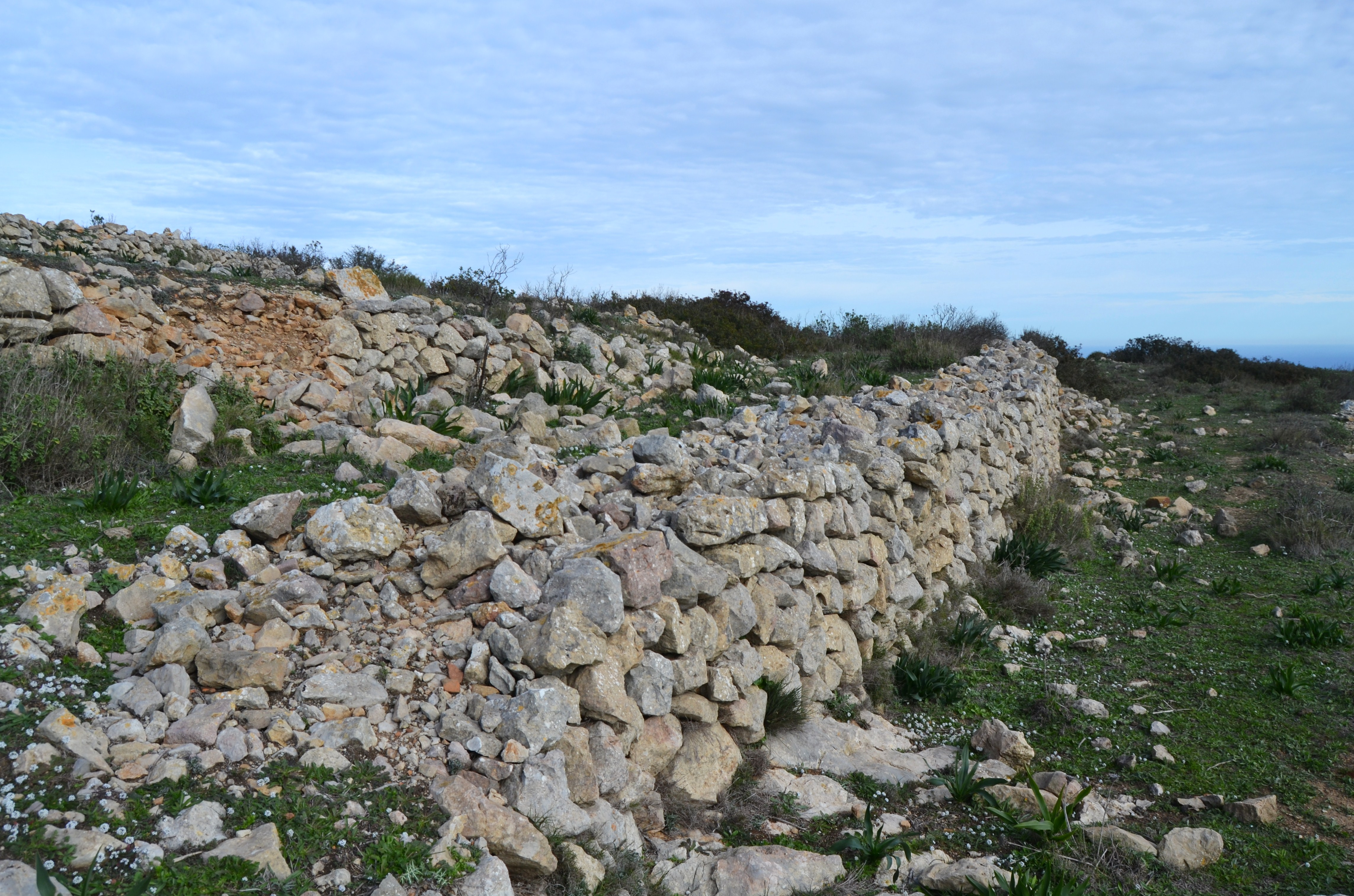
Ribazos cerca del castillo de Aixa, Comunidad Valenciana

Un ribazo es un tipo de infraestructura lineal de hidrología, consistente en un muro de piedra seca elevado, utilizado normalmente para contener la tierra de una montaña y así formar marjadas o bancales, otros usos son para dividir o marcar fincas agrícolas, o dirigir el riego a modo de canal.

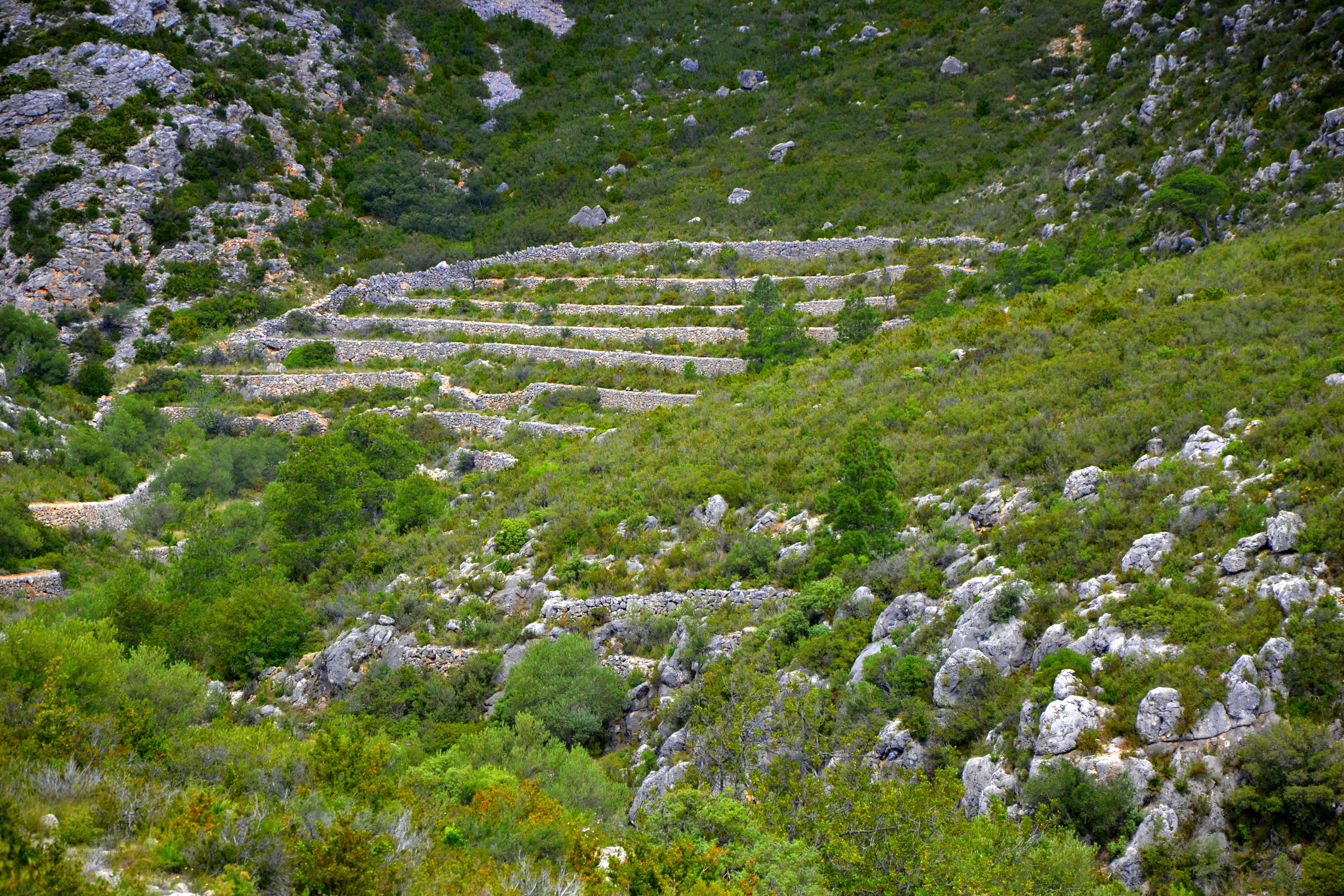
Ribazos a modo de bancales en Roquetes, Cataluña.

## Territorios
Los ribazos son comunes en el territorio mediterráneo, aunque sobre todo son muy distinguidos en Mallorca.
En zonas de la Ribera del Ebro de Aragón y Navarra el ribazo es un caballón de tierra que separa dos fincas, o parcelas de una misma finca, bien como separación de propiedad, o bien para facilitar la nivelación y el riego a manta (inundación). Sobre el ribazo se deja crecer la hierba, aunque en invierno se rasuraban y quemaban. A menudo sobre los ribazos se plantan árboles frutales. En otras ocasiones el ribazo sirve a la vez de camino para caminar entre las parcelas regadas o plantadas sin tener que pisarlas. El ribazo, especialmente si contaba con árbol, era el espacio en el que los trabajadores se sentaban a descansar y comer el almuerzo.